# Gevelsberg Hauptbahnhof
Gevelsberg Hauptbahnhof (DB-Bezeichnung: Gevelsberg Hbf) liegt an der Bahnstrecke Düsseldorf-Derendorf–Dortmund Süd. Er ist nicht zu verwechseln mit dem früheren Haltepunkt Gevelsberg und dem heutigen Haltepunkt Ennepetal (Gevelsberg) an der Bahnstrecke Elberfeld–Dortmund. Auch Gevelsberg Hauptbahnhof ist betrieblich gesehen ein Haltepunkt, da er keine Weichen mehr besitzt und war bis 2021 der einzige „Hauptbahnhof“ in Deutschland mit dieser Besonderheit; seither ist auch Mülheim (Ruhr) Hbf nur noch ein Haltepunkt. Zudem sind Gevelsberg Hbf und Lörrach Hbf die einzigen „Hauptbahnhof“ genannten Verkehrsstationen in Deutschland, die nur von S-Bahnen bedient werden.
Die einzige Bahnstation der Stadt Gevelsberg auf der Strecke Düsseldorf-Derendorf–Dortmund Süd, die heute über weitere Gleisanlagen verfügt, ist der Bahnhof Gevelsberg West.

## Geschichte
Die Bahnstrecke Düsseldorf-Derendorf–Dortmund Süd wurde ab 1873 von der Rheinischen Eisenbahn-Gesellschaft errichtet und wurde in Teilen bereits 1874 in Betrieb genommen. Der Bauabschnitt der Wuppertaler Nordbahn von Wuppertal-Vohwinkel nach Hagen erfolgte erst – wegen der dichten Bebauung und aufwändigen Streckenführung – gegen Ende der 1870er Jahre. Der Personenverkehr im Abschnitt Mettmann–Wuppertal–Hagen wurde am 15. September 1879 aufgenommen. Der heutige Haltepunkt hieß zu dieser Zeit Gevelsberg Rh. Am 1. Januar 1880 übernahm die „Königliche Direction der Rheinischen Eisenbahn zu Köln“ die Betriebsführung der Rheinischen-Eisenbahngesellschaft. Im gleichen Jahr wurde der Bahnhof in Gevelsberg Nord umbenannt.

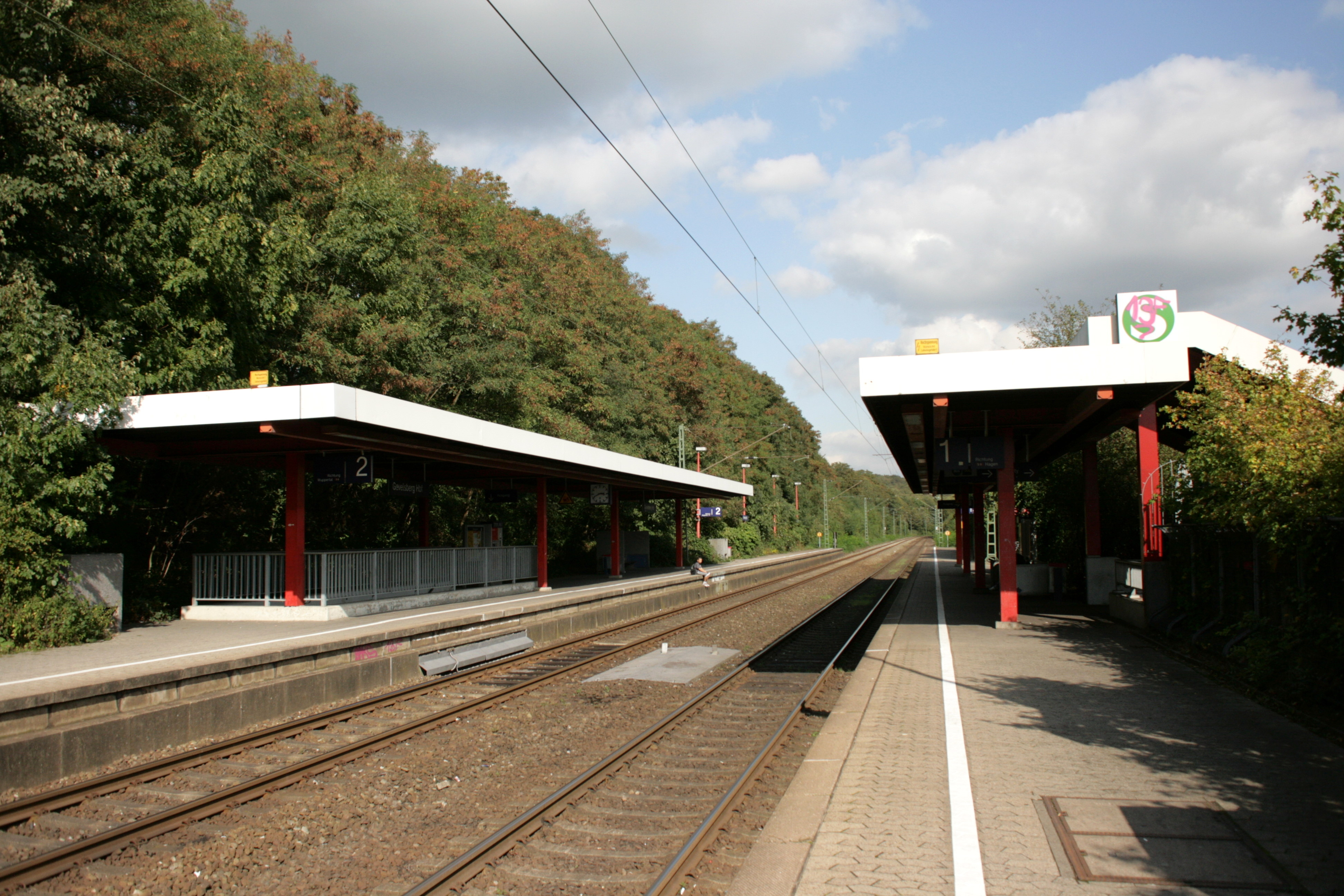
Gleise und Fahrgastwartebereich Gevelsberg Hbf

Während der Zusammenlegung von Ämtern der ehemaligen BD Wuppertal wurde der Bahnhof am 26. Mai 1968 in Gevelsberg Hbf umbenannt. Um 1969 bestand der Bahnhof aus sieben Gleisen: den beiden durchgehenden Hauptgleisen, einem Überholgleis und vier Güterzuggleisen, teilweise mit Kopframpe.
Mit dem Ausbau der Strecke zur S-Bahn-Linie S8 wurden die Gleis- und Stellwerksanlagen zurückgebaut. Dieser Rückbau erfolgte am 27. Juni 1984. Der ehemalige Bahnhof besteht seitdem aus dem Haltepunkt an der zweigleisigen Strecke. Der Ausbau der Strecke zur S-Bahn-Linie dauerte noch bis zum 29. Mai 1988.

## Verkehr
Der Bahnhof wird mit der Verbindung Mönchengladbach–Düsseldorf–Wuppertal–Hagen (KBS 450.8) von der S-Bahn Rhein-Ruhr bedient: Die Linie S 8 fährt seit Mai 2020 im Stundentakt, als Fahrzeuge werden seit dem Fahrplanwechsel im Dezember 2014 Triebzüge der Baureihe 1440 eingesetzt.
Seit dem 1. Mai 2020 ergibt sich ein annähernder Halbstundentakt nach Wuppertal Hbf und Hagen Hbf zusammen mit der Linie S 9, welche mit Fahrzeugen des Typs Flirt 3 XL betrieben wird.
Direktverbindungen nach Recklinghausen Hbf über Essen Hbf, Bottrop Hbf und Gladbeck West sowie nach Mönchengladbach Hbf über Düsseldorf Hbf bestehen alle 60 Minuten.
| Linie | Verlauf | Takt   | Betreiber |
| ----- | --- | ------ | --------- |
| S 8   | Hagen Hbf – HA-Wehringhausen – HA-Heubing – HA-Westerbauer – Gevelsberg-Knapp – Gevelsberg Hbf – Gevelsberg-Kipp – Gevelsberg West – Schwelm – Schwelm West – W-Langerfeld – W-Oberbarmen – W-Barmen – W-Unterbarmen – Wuppertal Hbf – W-Steinbeck – W-Zoologischer Garten – W-Sonnborn – W-Vohwinkel – Haan-Gruiten – Hochdahl-Millrath – Hochdahl – Erkrath – D-Gerresheim – D-Flingern – Düsseldorf Hbf – D-Friedrichstadt – D-Bilk – D-Völklinger Straße – D-Hamm – NE Rheinpark-Center – NE Am Kaiser – Neuss Hbf – Büttgen – Kleinenbroich – Korschenbroich – MG-Lürrip – Mönchengladbach Hbf Stand: Fahrplanwechsel Dezember 2023                                | 60 min | DB Regio  |
| S 9   | Recklinghausen Hbf – Herten (Westf) – Gladbeck West – Bottrop-Boy – Bottrop Hbf – E-Dellwig Ost – E-Gerschede – E-Borbeck – E-Borbeck Süd – Essen West – Essen Hbf – E-Steele – E-Überruhr – E-Holthausen – E-Kupferdreh – Velbert-Nierenhof – Velbert-Langenberg – Velbert-Neviges – Velbert-Rosenhügel – Wülfrath-Aprath – W-Vohwinkel – W-Sonnborn – W-Zoologischer Garten – W-Steinbeck – Wuppertal Hbf – W-Unterbarmen – W-Barmen – W-Oberbarmen – W-Langerfeld – Schwelm West – Schwelm – Gevelsberg West – Gevelsberg-Kipp – Gevelsberg Hbf – Gevelsberg-Knapp – HA-Westerbauer – HA-Heubing – HA-Wehringhausen – Hagen Hbf Stand: Fahrplanwechsel Dezember 2023 | 60 min | DB Regio  |

Des Weiteren besteht Anschluss an örtliche Buslinien.
| Linie | Verlauf | Takt                                       | Betreiber                                         |
| ----- | --- | ------------------------------------------ | ------------------------------------------------- |
| SB38  | Hattingen Mitte – Burg Blankenstein – Haus Kemnade – Witten-Herbede – Witten Hbf – Witten-Bommern – Wetter-Wengern – Wetter Bf – Grundschöttel – Gevelsberg-Silschede – Gevelsberg Hbf – Milspe – Ennepetal Busbahnhof | 60 min                                     | VER / DB Rheinlandbus                             |
| 542   | Gevelsberg Hauptbahnhof – Haspe Zentrum – Hagen Hauptbahnhof – HA-Stadtmitte – Loxbaum – Boele Markt – Kabel | (10/20) bis 30 min                         | Hagener Straßenbahn AG                            |
| 551   | (Hiddinghausen –) Haßlinghausen Busbahnhof – Sprockhövel-Uellendahl – Gevelsberg Hauptbahnhof – Gevelsberg Mitte – Ennepetal (Gevelsberg) Bf – Ennepetal Busbahnhof – Klutert – Ennepetal-Voerde                       | 30 min                                     | Verkehrsgesellschaft Ennepe-Ruhr                  |
| 552   | Wetter Loh – Silschede – Gevelsberg Hauptbahnhof – Gevelsberg Mitte – Gevelsberg Rathaus/Lusebrink | 60 min                                     | Verkehrsgesellschaft Ennepe-Ruhr, DB Rheinlandbus |
| 556   | Gevelsberg Knapp Bf – Gevelsberg Hauptbahnhof – Schwelm HELIOS Klinikum – Schwelm Bahnhof – Schwelm Blücherstraße | 60 min                                     | Verkehrsgesellschaft Ennepe-Ruhr                  |
| 563   | Ennepetal Busbahnhof – Ennepetal (Gev.) Bf – Gevelsberg Hauptbahnhof – Gevelsberg Elsernstraße | 30–60 min                                  | Verkehrsgesellschaft Ennepe-Ruhr                  |
| NE1   | Gevelsberg Hauptbahnhof – Gevelsberg Mitte – Ennepetal (Gevelsberg) Bf – Ennepetal Busbahnhof – Klutert – Ennepetal-Voerde                                                                                             | zwei Fahrten (Nächte auf Sa, So, Feiertag) | Verkehrsgesellschaft Ennepe-Ruhr                  |
| NE3   | Gevelsberg Hauptbahnhof – Haspe Zentrum – Hagen Hauptbahnhof – Hagen-Stadtmitte | 60 min (abends)                            | Hagener Straßenbahn AG                            |

## Belege
1. 1 2  Königliche Direction der Bergisch-Märkischen Eisenbahn zu Elberfeld, abgerufen am 6. Oktober 2012
2. 1 2  Die Betriebsstelle auf NRW Bahnarchiv, abgerufen am 6. Oktober 2012
3. ↑  Gleisplan von 1969, abgerufen am 7. Oktober 2012
4. ↑  Abfrage der Kursbuchstrecke 450.8 bei der Deutschen Bahn.